# Hugh the Drover
Hugh the Drover (o Love in the Stocks) è un'opera in due atti di Ralph Vaughan Williams su un libretto inglese originale di Harold Child. Nel lavoro ci sono numeri con recitativi. È stato descritto come un moderno esempio di ballad opera. I commentatori contemporanei ha osservato l'uso dell'umorismo e il ruolo del coro nell'opera, nel contesto dello sviluppo dell'opera inglese.

## Storia
Secondo Michael Kennedy il compositore trasse la prima ispirazione per l'opera da questa domanda a Bruce Richmond, direttore del The Times Literary Supplement, intorno al 1909-1910:
"Voglio organizzare una competizione per la mia nuova opera. Riesci a trovare qualcuno che mi faccia un libretto?"
Vaughan Williams lavorò all'opera per diversi anni, prima e dopo la prima guerra mondiale. L'opera non ebbe la sua anteprima fino al 4 luglio 1924 al Royal College of Music di Londra, in spettacoli descritti come "prove private di abiti". La "première professionale" si tenne all'His Majesty's Theatre di Londra il 14 luglio 1924. La prima rappresentazione dell'opera negli Stati Uniti ebbe luogo il 21 febbraio 1928 sotto l'egida della Washington National Opera, una compagnia semi-professionale non collegata alla sua attuale omonima. Tudor Davies creò il ruolo di Hugh in entrambe queste produzioni.
L'opera fu eseguita dalla Canadian Opera Company professionale a Toronto nel novembre 1929, al Royal Alexandra Theatre di Toronto, accompagnata da una trasmissione radiofonica in diretta dal Royal York Hotel il 13 novembre 1929. Nella trasmissione il commentatore di hockey Foster Hewitt fece la "radiocronaca" della sequenza di combattimento. Queste esecuzioni di Toronto furono dirette da Sir Ernest MacMillan, direttore musicale della Toronto Symphony Orchestra dal 1931 al 1955, e presentarono il tenore americano Allan Jones nel ruolo di Hugh. Jones sarebbe presto diventato una star di Hollywood. Vaughan Williams continuò a rivedere il libretto e l'opera per il resto della sua vita. La versione finale fu eseguita nel 1956 e pubblicata nel 1959.

## Trama
LocalitàThe Cotswolds
Epoca1812

### Atto 1
La periferia della città
Si sta svolgendo una fiera; la gente della città è tutta fuori; i venditori vendono le loro merci. Uno showman presenta un'effigie di Napoleone Bonaparte e fa scatenare la folla in un eccitamento di zelo patriottico.
Mary, la figlia del poliziotto locale, appare con sua zia. Suo padre vuole sposarla con John il macellaio, un uomo grossolano e prepotente che non ama. Quando John prende rudemente il braccio di Mary per attraversare il quartiere fieristico con lei, lei resiste. Lui la minaccia a sua volta, ma quando passa una truppa di ballerini di morris, la folla li segue e John viene trascinato con loro, lasciando Mary sola con sua zia.
Mentre Mary canta dei suoi sogni di libertà, appare un giovane che le racconta della sua vita sulla strada aperta. È Hugh the Drover, un mandriano, che si guadagna da vivere fornendo cavalli per l'esercito. Mary è affascinata dalle sue parole e Hugh le dice che era destinato ad amarla. I due dichiarano il loro amore reciproco e si abbracciano.
La folla ritorna e lo showman organizza un combattimento a premi, invitando tutti gli uomini a sfidare John il macellaio. Hugh accetta di boxare, ma solo se il premio è Mary stessa. Batte John nella gara, solo per averlo accusato malignamente di essere una spia francese. La folla si ribella a Hugh che viene portato via in ceppi.

### Atto 2
La piazza del paese, la mattina presto
Una truppa di soldati è stata inviata per prendere in custodia Hugh. Nel frattempo, rimane prigioniero in ceppi.
Mary viene di soppiatto per salvarlo, dopo aver rubato la chiave dei ceppi a suo padre. Lo libera, ma prima che possano scappare, sentono avvicinarsi John e i suoi compagni. Ognuno si rifiuta di partire senza l'altro ed entrambi si infilano nei ceppi (che sono abbastanza grandi da contenere due), drappeggiando il mantello di Hugh sui loro corpi. Quando vengono scoperti, il padre di Mary la rinnega e John si rifiuta di sposarla.
Arrivano i soldati e il loro sergente riconosce Hugh come un vecchio amico che una volta gli ha salvato la vita. Invece di arrestarlo, lo acclamano come un leale britannico - ma prendono John il macellaio per un soldato e marciano via con lui.
Hugh e Mary si ripetono il loro amore. Hugh chiede a Mary di unirsi a lui e lei all'inizio è titubante, perché così la zia Jane la perde. Tuttavia Mary alla fine dice "sì" e lei e Hugh salutano la città per iniziare la loro vita insieme.

## Incisioni
- HMV SLS 5162: Sheila Armstrong, Robert Tear, Helen Watts, Michael Rippon; Ambrosian Opera Chorus; Royal Philharmonic Orchestra; Sir Charles Groves, direttore (prima incisione)[5]
- Hyperion (codice originale CDA66901/2, codice ristampa CDD22049): Rebecca Evans, Bonaventura Bottone, Sarah Walker, Richard Van Allan, Alan Opie, Neil Jenkins, Harry Nicoll, Karl Morgan Daymond, Adrian Hutton, Julia Gooding, Wynford Evans, Jenny Saunders, Alice Coote, Lynton Atkinson, Paul Robinson, John Pearce, Paul Im Thurm, Robert Poulton; Corydon Singers; The New London Children's Choir; Corydon Orchestra; Matthew Best, direttore